# Izzy Stradlin
 Der er for få eller ingen kildehenvisninger i denne artikel, hvilket er et problem. Du kan hjælpe ved at angive troværdige kilder til de påstande, som fremføres i artiklen.

Izzy Stradlin (født 8. april 1962 i Lafayette, Indiana, i USA) er en amerikansk musiker, der var rytmeguitarist i Guns N' Roses i perioden 1985 til 1991. Izzy Stradlin havde dertil en større rolle som sangskriver. Siden han i 1991 forlod Guns N' Roses, har han udgivet seks soloalbum.